# Скотт Байо
Скотт Вінсент Джеймс Байо (англ. Scott Vincent James Baio; нар. 22 вересня 1960, Бруклін, Нью-Йорк) — американський актор і режисер телебачення. Відомий за своїми ролями Чачі Аркола у сіткомі «Щасливі дні» (1977–1984) та його продовженні «Джоані любить Чачі» (1982–1983), а також звання персонажа на сцені «Чарльз у відповіді» (1984–1990), доктора Джека Стюарта у комедійно-детективному серіалі «Діагноз: вбивство» (1993–1995), а також титулярного героя музичного фільму «Багсі Мелоун» (1976), його екранного дебюту.
Байо також з'явився в різних телевізійних програмах в якості гостьової зірки, знявся у кількох незалежних фільмах і зіграв роль у ситкомі Nickelodeon «Ох, вже цей папа» (2012–2015).
Він є членом Республіканської партії.